# 海洋男孩足球俱乐部
海洋男孩足球俱乐部（Ocean Boys Football Club）是尼日利亚的一支职业足球俱乐部，球队位于尼日利亚布拉斯俱乐部取得了2006赛季尼日利亚足球甲级联赛的冠军头衔。 

## 球队荣誉
- 尼日利亚足球甲级联赛
  - 冠军 : 2006年